# Sandholm (vid Nötö, Nagu)

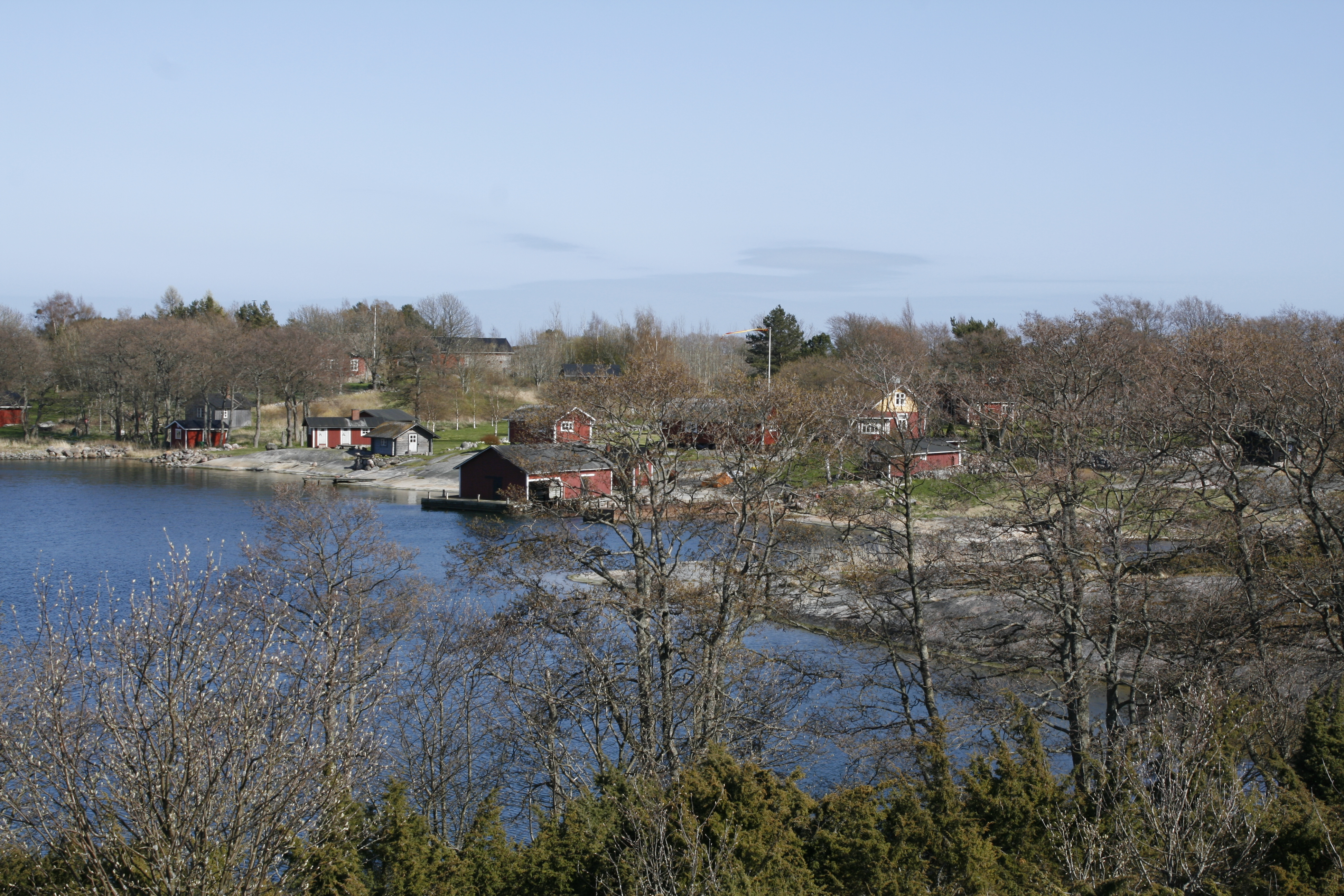
Bystranden på Sandholm sedd från grannholmen Holmen.

Sandholm är en ö i Nagu i Pargas stad i Åboland.
Sandholm i Nagu ytterskärgård finns omnämnt första gången på 1530-talet och har sannolikt varit bebott redan en tid innan dess. Enligt muntlig tradition var Sandholms första boende Ström-Ant som hade sin lilla stuga vid Strömmen som skiljer Sandholm från den intilliggande ön Holmen. Han lär egenhändigt ha uppfört de ståtliga stenmurar som än idag kan beskådas på Sandholm. På 1700-talet delades Sandholm upp i två hemman; Östergård och Westergård. 
”Grefven af Sandholm” Alfred Lundström (1906–1994) bodde de sista 20 åren av sitt liv ensam på Sandholm under vinterhalvåret. ”Grefvens” traditioner förs vidare av hans arvtagare skådespelaren Riko Eklundh. Idag är två mantalsskrivna på Sandholm i två av de fyra hushåll som finns på huvudön. Tretton stugor finns på till Sandholm by hörande holmar och många av dem besöks under alla årstider. ”Byäldste” var Astrid Österlund från Östergård som 2012 fyllde 106 år. Hon dog i Pargas 2012. 
Sandholm är en typisk skärgårdsö där husen ligger nära varandra. Byggnaderna är från tre århundraden, till de äldsta hör väderkvarnen på Östergård från 1817. Ursprungligen fanns även en väderkvarn på Westergård, men den revs redan för över ett sekel sedan. Kvarnhjulen finns dock kvar.

1968 gjorde Osmo Harkimo och Henrik Tikkanen en finstämd dokumentär om Sandholm Westergård som finns på Yles Elävä Arkisto :
http://yle.fi/aihe/artikkeli/2014/06/12/henrik-tikkanen-naki-saaristossa-isan-pojan-ja-muutoksen
Förbindelsebåtstrafik har funnits till Sandholm sedan 1968. Förbindelsebåten Kristina skötte trafiken fram till 1976, därefter m/s Inijo till 1989. Längst tjänade fram till 31.12 2010 f/b Fiskö. 2011-2022 sköttes förbindelserna av m/s Nordep. Fr.o.m 1.5 2022 av m/s Falkö. På Sandholm finns även en Sop-Sälle station och allmänt utedass vid förbindelsebåtsbryggan. I samband med Sandholms sopstation finns ett ”Bokbyteri”,där man kan låna, byta eller lämna böcker.

## Läs mer
- http://gamla.abounderrattelser.fi/news/2015/12/harmonium-hittar-hem-till-sandhollm.html
- http://saaristo.ts.fi/jutut/teatterimiehen-sydan-sykkii-ulkosaaristolle/ (på finska)